# Żywokost lekarski
Żywokost lekarski (Symphytum officinale L.), zwyczajowo nazywany także kosztywałem – gatunek rośliny wieloletniej należący do rodziny ogórecznikowatych (Boraginaceae). Występuje w Europie, z wyjątkiem południowych krańców, w środkowej Azji, na Syberii, w Azji Mniejszej. Zawleczony do Ameryki Północnej. W Kanadzie i na Alasce, gdzie rozprzestrzenił się z upraw, uznany jest za inwazyjny. W Polsce jest rośliną pospolitą na terenie całego kraju.

## Morfologia
ŁodygaWzniesiona, kanciasta, o wysokości (30) 50–100 cm, w górnej części rozgałęziająca się, cała szorstko owłosiona, pusta.
LiścieUlistnienie skrętoległe, liście duże, o podługowato-lancetowatym kształcie, zaostrzone, całobrzegie, długości do 25 cm. Niemal wszystkie liście siedzące, zbiegają po łodydze wzdłuż całego międzywęźla. Mają wyraźną nerwację na dolnej stronie i całe są szorstko owłosione.
KwiatyFioletowopurpurowe, rzadziej białe lub kremowe, na krótkich szypułkach, zebrane w zwisły kwiatostan typu sierpik. 5-krotne kwiaty mają długość 1–2 cm. Kielich trwały, zrosłodziałkowy, pięciodzielny. Korona o rurkowato-dzwonkowatym kształcie i brzegu odwiniętym na zewnątrz. Gardziel korony początkowo jest całkowicie zamknięta przez osklepki o długości równej długości pręcików, po przekwitnięciu rozchyla się. Pręciki w liczbie 5 są przyrośnięte nitkami do korony. Nitki pręcików mniej więcej tej samej szerokości co pylniki, szczyt łącznika wystaje ponad pylniki. Słupek jeden, górny z czterodzielną zalążnią i prostą szyjką wystającą poza koronę.
OwoceRozłupnia rozpadająca się na 4 rozłupki. Rozłupki są błyszczące, gładkie lub drobno pomarszczone i przyrośnięte do dna kielicha.
KorzeńGruby, pionowy, silnie rozgałęziający się, czarnofioletowego koloru, często burakowato zgrubiały. Osiąga długość 30 cm.

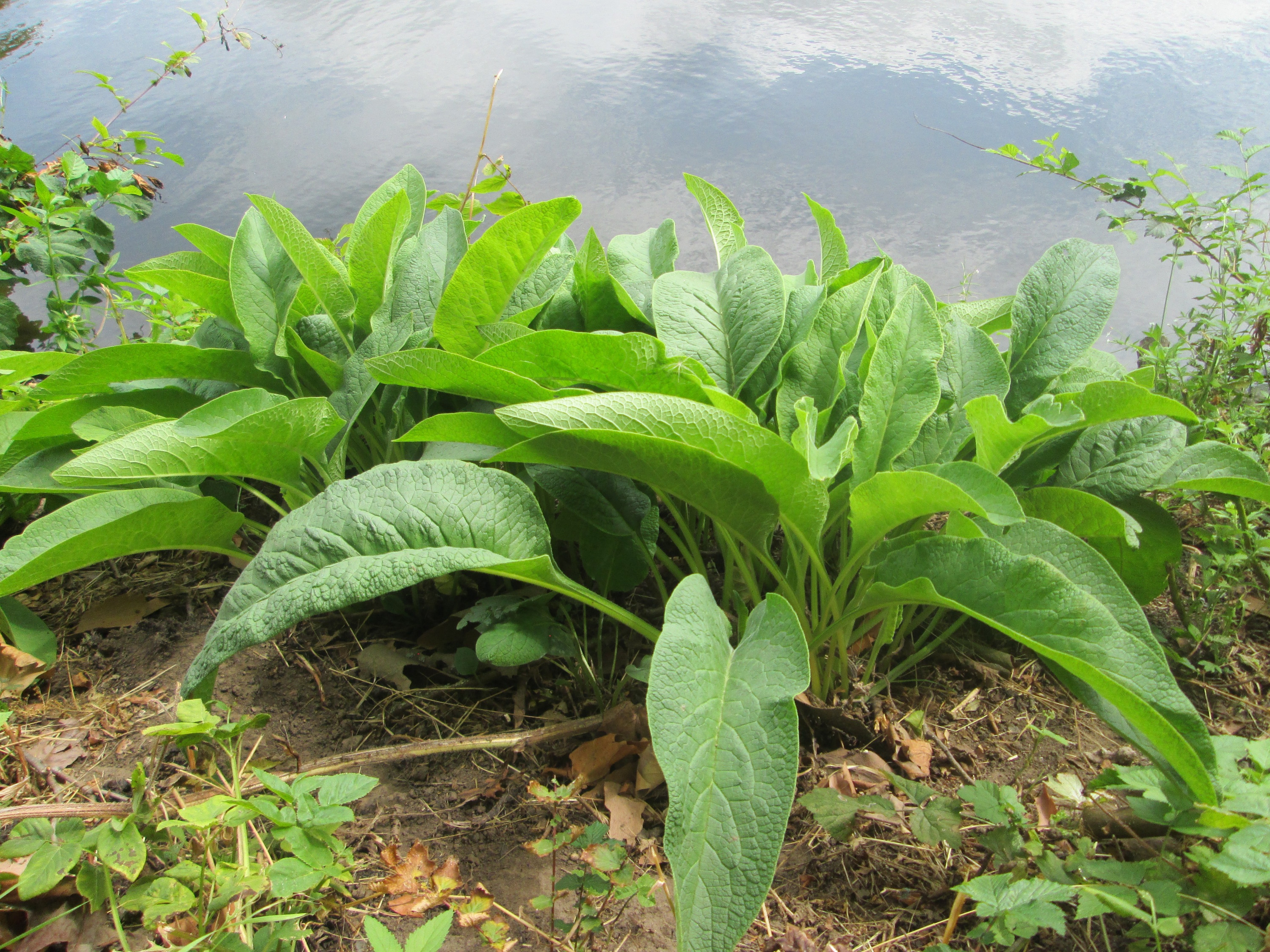
Liście odziomkowe
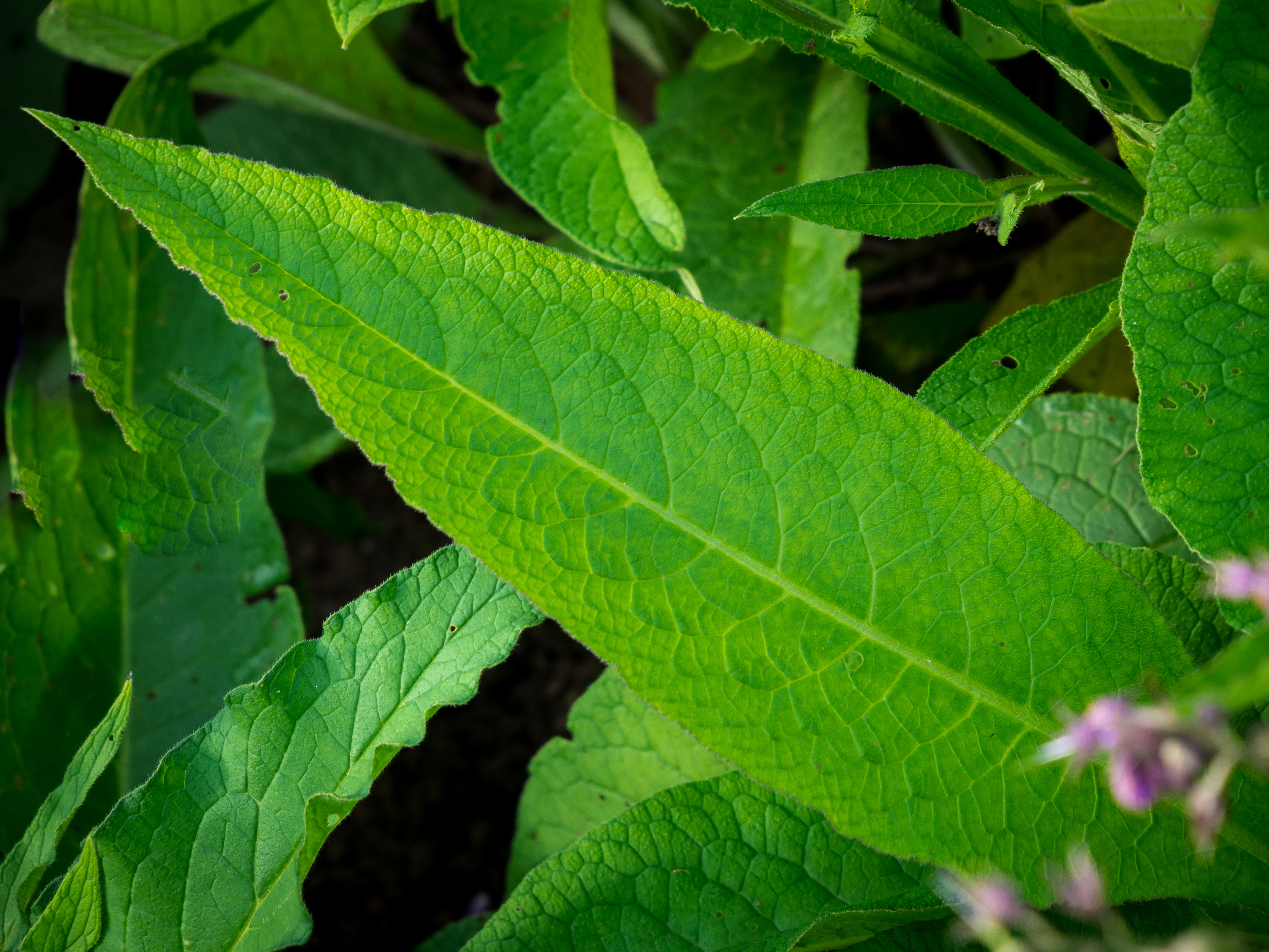
Liść łodygowy
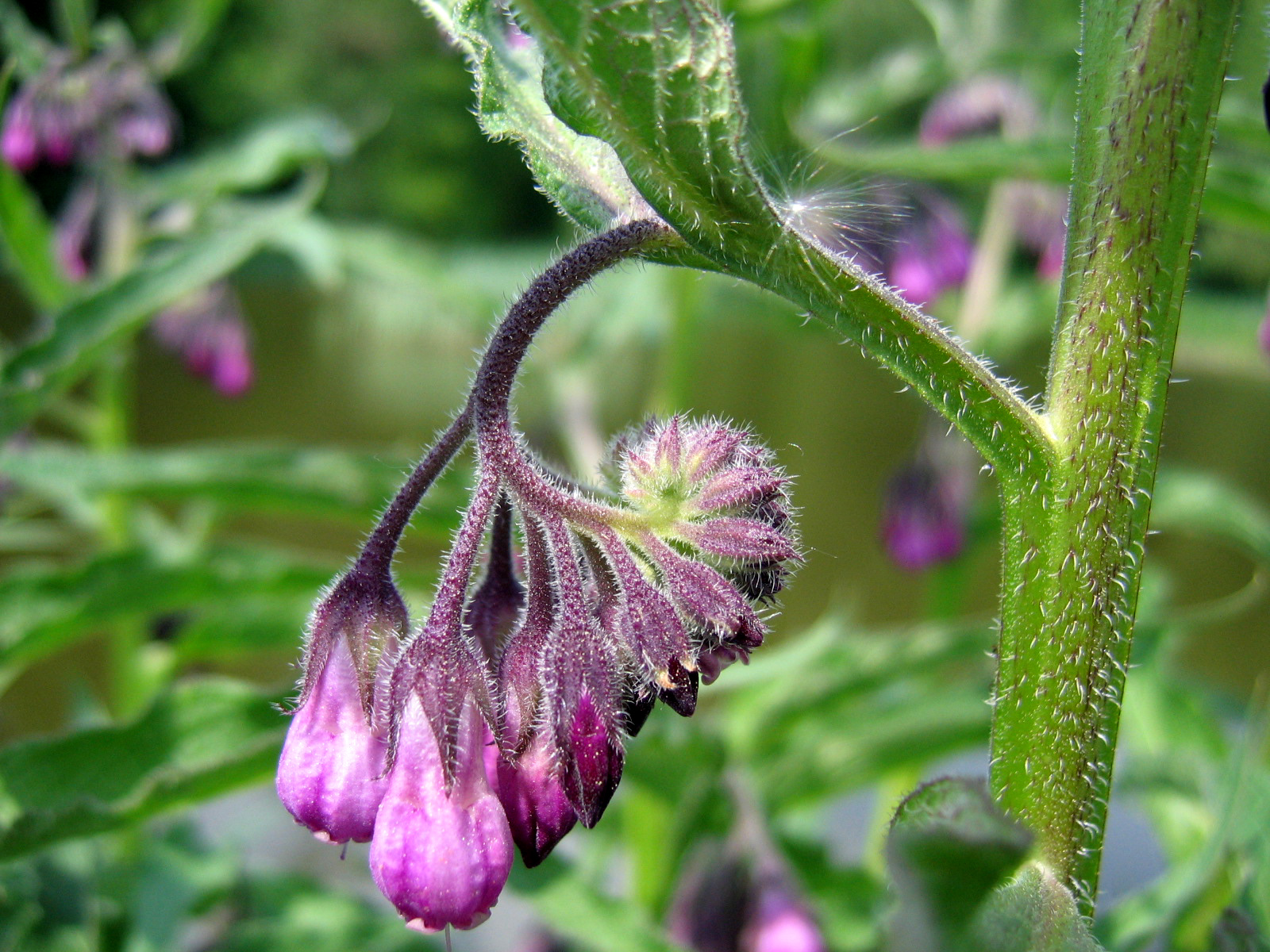
Kwiatostan
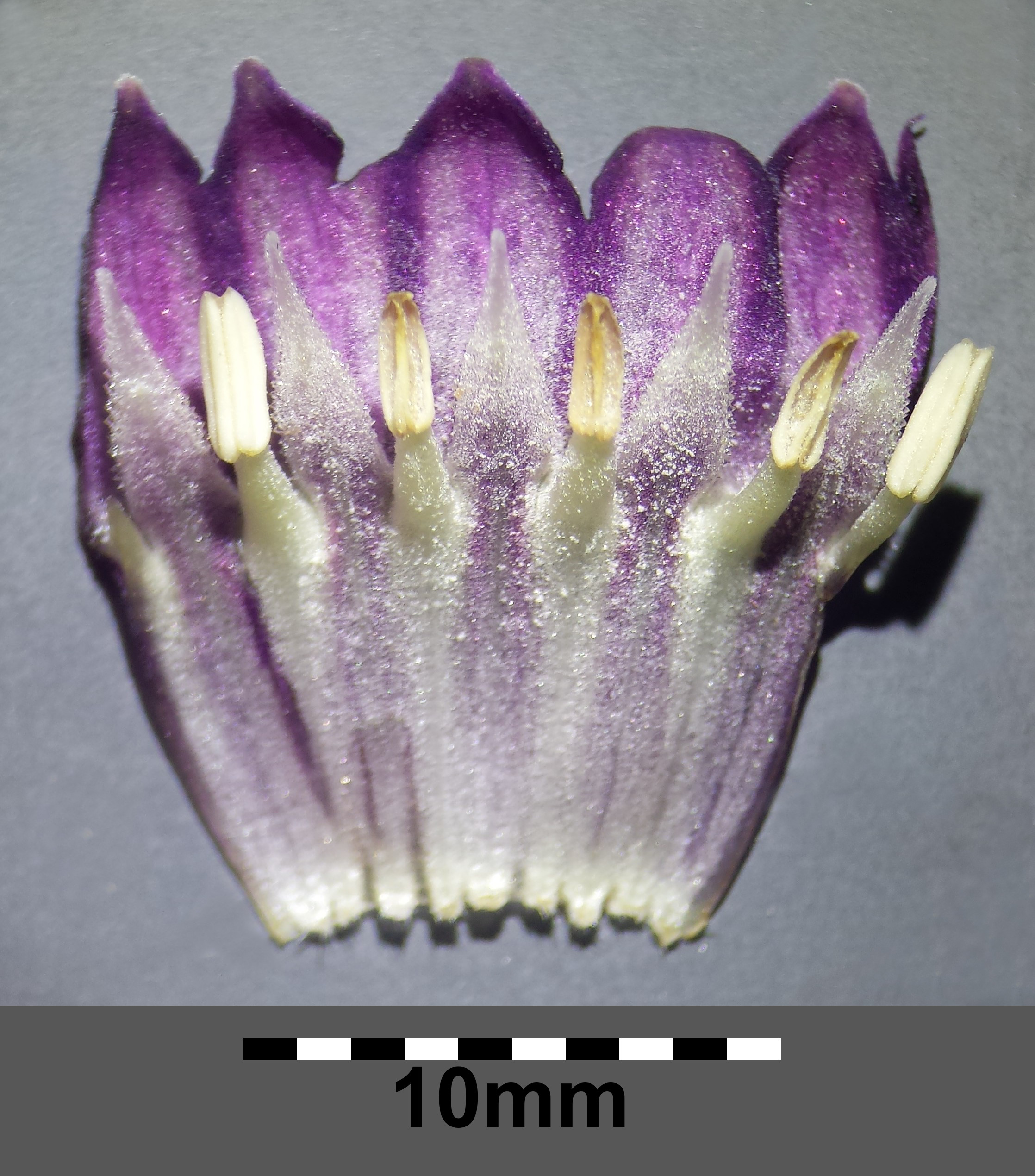
Wnętrze korony z pręcikami
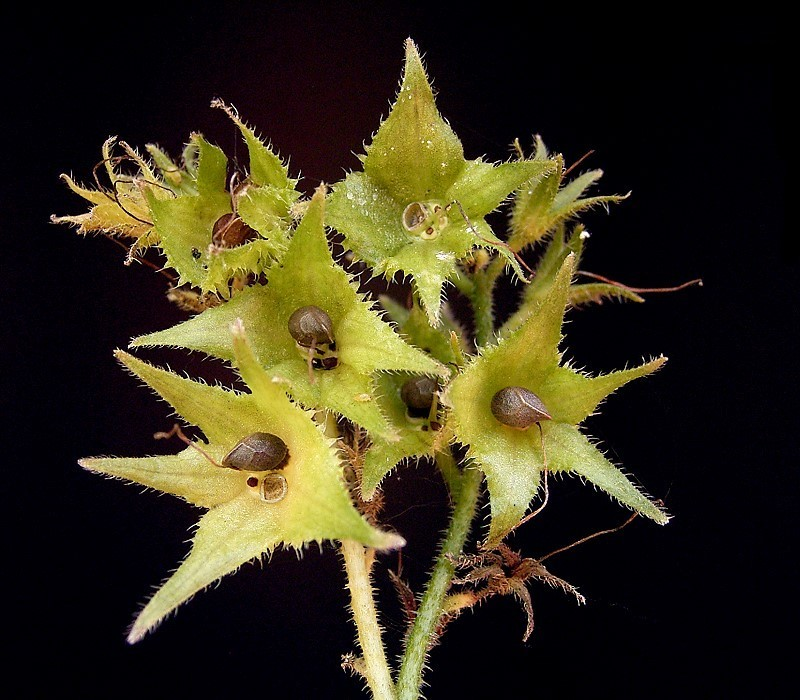
Nasiona

## Biologia

### Rozwój
Bylina, hemikryptofit. Kwitnie od maja do czerwca, a nawet do sierpnia lub września. Pręciki i słupek dojrzewają równocześnie, kwiaty są samopylne, lub zapylane przez owady. Do nektaru, znajdującego się na dnie kwiatowym dostać się mogą wyłącznie owady o długim aparacie gębowym, przepychając go przez szparę utworzoną z pylników i osklepek. Trzmiel ziemny nie mogący dostać się tą „legalną” drogą do nektaru, wygryza często szparki w dolnej części korony, nie biorąc udziału w zapylaniu, a z wykonanych przez niego otworów korzystają również pszczoły. Nasiona rozsiewane są przez mrówki oraz wodę. Roślina rozwija się z nasion, odnawia z korzenia lub jego fragmentów.

### Genetyka
Liczba chromosomów: 2n = 48.

### Cechy fitochemiczne
Korzeń zawiera 10–15% śluzu oraz inne polisacharydy, do 1,5% alantoiny, do 6,5% garbników, skrobię, fruktany, asparaginę, β–sitosterol, aminokwasy, ślady olejku eterycznego i sole mineralne z dużą ilością krzemu. Zawiera ponadto alkaloidy pirolizydynowe w ilości do 0,32%, wśród nich: symfytynę, echimidynę, likopsaminę, lasiokarpinę (0,0058%) i N-tlenek heliosupiny. W związku z zawartością alkaloidów zaliczany jest do roślin trujących.

## Ekologia

### Siedlisko

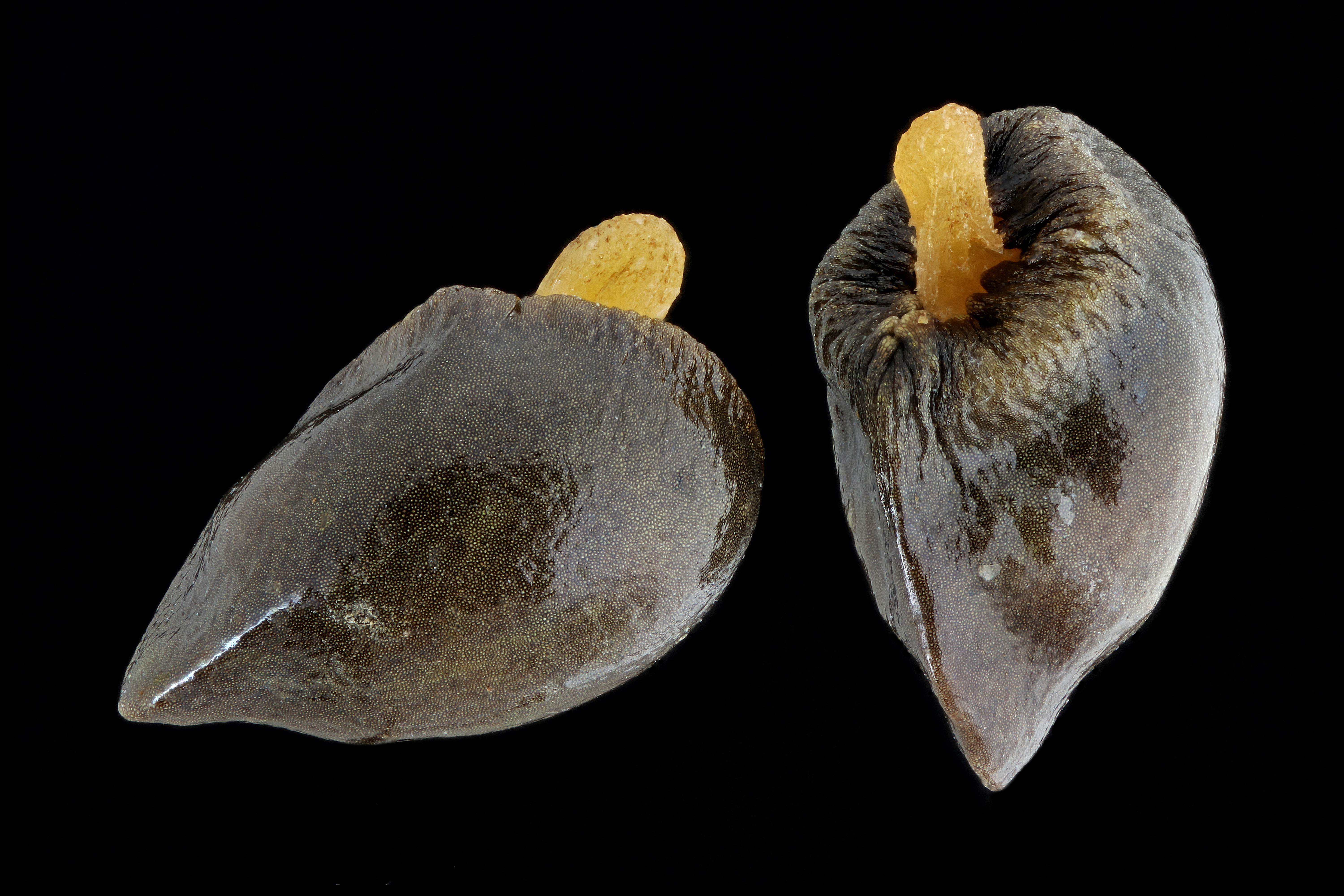
Widoczny na nasionach elajosom

Zasiedla obrzeża jezior i strumieni wolno płynących, mokre łąki, zarośla, rowy, podmokłe lasy. Rośnie na żyznych i wilgotnych glebach (torfowe, glejowe) o wysokim poziomie wód gruntowych przez większą część roku. Pierwotnie występował w podmokłych olsach, nadrzecznych olszynach górskich, lasach jesionowo-dębowych, ale zadomowił się również w szuwarach właściwych i łąkach trzęślicowych.

### Oddziaływania międzygatunkowe
Nasiona wyposażone są w elajosom, czyli obfitujący w tłuszcze i węglowodany wyrostek. Elajosom stanowi pokarm dla mrówek, które przenosząc nasiona do mrowisk, przyczyniają się w efekcie do rozsiewania rośliny (myrmekochoria).

## Systematyka i zmienność
Gatunek tworzy mieszańce z pozostałymi gatunkami żywokostu. Mieszaniec z żywokostem szorstkim – Symphytum × upplandicum, uprawiany jest jako roślina ozdobna. 

## Zastosowanie

### Roślina lecznicza
Żywokost tradycyjnie stosowany był jako roślina lecznicza. Jednak ze względu na odkrycie obecności alkaloidów pirolizydynowych i ich toksyczności, zaprzestano najpierw stosowania wewnętrznego, z uwagi na możliwość śmiertelnego zatrucia, a następnie w niektórych krajach także zewnętrznego, zaprzestając produkowania zawierających go preparatów. W Polsce wydano całkowity zakaz stosowania żywokostu w celach leczniczych, zaniechano produkowania odpowiednich preparatów i dokonano zmian receptury niektórych mieszanek ziołowych, w skład których wchodził korzeń żywokostu. W krajach zachodnich, jak Niemcy, Francja oraz Włochy, nie stosuje się i nie produkuje preparatów doustnych z żywokostu, natomiast nadal wyrabia się przetwory do użytku zewnętrznego do chwili rozstrzygnięcia, czy ta droga podawania jest dostatecznie bezpieczna. Z użycia wycofane zostały również inne rośliny zawierające alkaloidy pirolizydynowe, a dotąd traktowane w Polsce i w Europie Zachodniej jako lecznicze, jak ostrzeń pospolity (Cynoglossum officinale), starzec zwyczajny (Senecio vulgaris) oraz gatunki pokrewne. Podjęto wysiłki by wyhodować odmiany żywokostu pozbawione tych alkaloidów.
Surowiec zielarskiKorzeń żywokostu (Radix Symphyti syn. Radix Consolidae) o ciemnobrunatnej, niemal czarnej, podłużnie głęboko bruzdowanej powierzchni i wrzecionowatym kształcie. Przełam korzenia jest rogowaty, białawy, niekiedy lekko brunatnawy. Największe znaczenie lecznicze ma zawarta w nim alantoina, której w surowcu powinno być powyżej 0,7%. Korzeń żywokostu jest częściowo śluzowy. Zawiera ponadto trujące alkaloidy pirolizydynowe w ilości do 0,32%.
DziałanieZe względu na zawartość hepatotoksycznych alkaloidów pirolizydynowych, nie stosuje się wewnętrznie. Wcześniej, surowiec lub jego wyciągi stosowano doustnie ponieważ wywierały korzystny wpływ na błony śluzowe żołądka i jelit. Działały ściągająco, powlekająco i regenerująco. Pod ich wpływem następowało zmniejszenie lub zahamowanie mikrokrwawień z uszkodzonych naczyń włosowatych w przewodzie pokarmowym oraz stanu zapalnego, ułatwione było bliznowacenie ubytków spowodowanych wrzodem trawiennym. Hamowały również proces zanikowy błon śluzowych żołądka i jelit u osób w wieku podeszłym. Wykazano doświadczalnie, że pod wpływem wyciągów z żywokostu następowało zwiększenie liczby leukocytów obojętnochłonnych oraz pobudzenie mechanizmów obronnych, wyrażające się m.in. przyspieszonym wypełnianiem ubytków kostnych po złamaniach. Zewnętrznie stosowany był do okładów i kataplazmów. Stosowanie żywokostu na skórę uszkodzoną ułatwiało tworzenie się ziarniny w ubytkach skórnych (rany, owrzodzenia troficzne) oraz naskórka. Wieloletnie obserwacje wykazały, że proces ten zależy w dużym stopniu, lecz nie całkowicie, od obecności alantoiny, gdyż maści lub zasypki zawierające jako główny związek alantoinę, są z reguły mniej skuteczne niż wyciągi z korzeni żywokostu. Podobnie korzystne działanie na błony śluzowe stwierdzono stosując wyciągi z żywokostu do płukania jamy ustnej i gardła.
Działanie niepożądaneWykrycie obecności alkaloidów pirolizydynowych w omawianym surowcu zmieniło poglądy na wartość leczniczą żywokostu i nakazało dużą ostrożność w jego stosowaniu. Stwierdzono bowiem, że alkaloidy pirolizydynowe odznaczają się wysoką toksycznością. Długotrwałe ich podawanie powoduje stopniowe i początkowo nieuchwytne uszkodzenie miąższu wątroby, objawiające się powiększeniem jego komórek, ogniskowymi zwłóknieniami, przerostem tkanki w przewodach żółciowych i wreszcie marskością wątroby. Uszkodzona wątroba staje się podatna na różne inne czynniki mutagenne i dość często dochodzi do powstania raka wątrobowokomórkowego. Również w płucach tworzą się analogiczne uszkodzenia, których konsekwencją może być pojawienie się w obrębie zrazików płatów płucnych zmian nowotworowych, zwykle gruczolaka.
Zbiór i suszenieZbiór z upraw lub ze stanu naturalnego następuje jesienią drugiego lub wczesną wiosną trzeciego roku wegetacji rośliny. Oddziela się całe organy podziemne, oczyszcza z resztek części nadziemnych, myje, odcina pojedyncze zdrowe korzenie i suszy w temperaturze nie wyższej niż 50 °C.

### Roślina ozdobna
Bywa uprawiany jako roślina ozdobna (strefy mrozoodporności 5–10).

### Roślina użytkowa
Jest uznawany za dobrą roślinę miododajną i pastewną.